# Classe Baglietto Mangusta
La classe Baglietto Mangusta est une classe de patrouilleurs, petits navires de guerre, dans la marine algérienne.

## Présentation
Les Mangusta sont des vedettes de patrouilles rapides fabriquées par le constructeur italien Baglietto.
Six vedettes de ce type ont été acquises entre 1977 et 1978 et sont utilisées par les garde-côtes pour des missions de surveillance et recherche et sauvetage (SAR).
Ces navires disposent d'un radar de navigation Racal Decca, sont armés d'un canon simple de 20 mm et peuvent atteindre une vitesse acceptable de 36 nœuds.

## Navires de cette classe

### El Ayouq(323)
- Dates
  - Sur cale :
  - Lancement :
  - Mise en Service : 1977
  - Parcours :
  - Date retrait :
  - Fin de vie :

### El Moudanab(325)
- Dates
  - Sur cale :
  - Lancement :
  - Mise en Service : 1977
  - Parcours :
  - Date retrait :
  - Fin de vie :

### (331)
- Dates
  - Sur cale :
  - Lancement :
  - Mise en Service : 1977
  - Parcours :
  - Date retrait :
  - Fin de vie :

### Zouhal(332)
- Dates
  - Sur cale :
  - Lancement :
  - Mise en Service : 1978
  - Parcours :
  - Date retrait :
  - Fin de vie :

### (333)
- Dates
  - Sur cale :
  - Lancement :
  - Mise en Service : 1978
  - Parcours :
  - Date retrait :
  - Fin de vie :

### (334)
- Dates
  - Sur cale :
  - Lancement :
  - Mise en Service : 1978
  - Parcours :
  - Date retrait :
  - Fin de vie :